# OR7A5
후각 수용체 7A5(Olfactory Receptor 7A5)는 인간에서 OR7A5 유전자에 의해 암호화되는 단백질이다.
후각 수용체는 코에 있는 냄새 분자와 상호 작용하여 냄새의 인식을 유발하는 신경 반응을 시작한다. 후각 수용체 단백질은 단일 암호화 엑손 유전자에서 발생하는 G 단백질 결합 수용체(GPCR)의 큰 패밀리의 구성원이다. 후각 수용체는 많은 신경 전달 물질 및 호르몬 수용체와 7-막횡단 도메인 구조를 공유하고 냄새 신호의 인식 및 G 단백질 매개 변환을 담당한다. 후각 수용체 유전자 패밀리는 게놈에서 가장 크다. 이 유기체에 대한 후각 수용체 유전자 및 단백질에 할당된 명명법은 다른 유기체와 독립적이다.

## 참고
- 후각 수용체